# Горње Леденице (Пелагићево)
Горње Леденице су насељено мјесто у општини Пелагићево, Република Српска, БиХ. Према попису становништва из 1991. у насељу је живјело 462 становника.

## Становништво
| Демографија | Демографија | Демографија |
| Година      | Становника  | Становника  |
| ----------- | ----------- | ----------- |
| 1948.       | 1.388       |             |
| 1953.       | 733         |             |
| 1961.       | 745         |             |
| 1971.       | 752         |             |
| 1981.       | 480         |             |
| 1991.       | 462         |             |